# Goryphus reticulatus
Goryphus reticulatus là một loài tò vò trong họ Ichneumonidae.